# Thomas Szasz
Thomas Stephen Szasz (1920-2012) var en ungarsk-amerikansk psykiater, der var professor i psykiatri ved State University of New York Upstate Medical University i Syracuse, New York. Szasz blev verdenskendt som kritiker af det videnskabelige og moralske grundlag for den moderne psykiatri, som han så som et middel til social kontrol i det moderne vestlige samfund.

## Hovedargumenter
Szasz blev mest berømt for sine to bøger The Myth of Mental Illness (1961) og The Manufacture of Madness (1970/1997), der fik betydning i hele den vestlige verden. Hans grundtanke var, at psykisk sygdom blot er en metafor for livsproblemer og derfor ikke kan betragtes som sygdomme i en egentlig medicinsk forstand. Szasz fastholdt dog, at han hverken var antipsykiatrisk eller modstander af psykiatrien som sådan, men blot af brugen af tvang og kontrol i behandlingen. Han arbejdede selv med samtaleterapi.

## Syn på psykiske lidelser
Szasz betragtede psykiatriske diagnoser som et redskab for social kontrol, der var baseret på en fejlagtigt tro på, at naturvidenskaben kunne forklare psykiske lidelser på samme måde som organiske sygdomme. Psykiske lidelser er livsproblemer, og i de fleste tilfælde ligger der derfor ikke nogen organisk forstyrrelse til grund i hjernen.

## Biografi
Udvalgte bøger på engelsk
- The Myth of Mental Illness. Harper & Row. 1961/1974
- The Manufacture of Madness. Syracuse, New York: Syracuse University Press. 1970/1997
- Suicide Prohibition: The Shame of Medicine. Syracuse, New York: Syracuse University Press. 2011.

Oversatte tekster på dansk
- Thomas Szasz (1993): Det psykiatriske testamente: En ny ordning til beskyttelse af folk mod 'psykoser' og psykiatri. I Det mindst onde - menneskeret contra tvang i psykiatrien (s. 43-66). Amalie - Galebevægelsens forlag.